# Zając fachowiec
Zając fachowiec / Można i tak! (ros. Так сойдёт, Tak sojdiot) – radziecki animowany film krótkometrażowy z 1981 roku w reżyserii Jurija Prytkowa.

## Obsada (głosy)
- Anatolij Papanow jako Bóbr
- Wsiewołod Łarionow jako Jeżyk, Borsuk
- Irina Kartaszowa jako Lisica
- Zinaida Naryszkina jako Sroka
- Michaił Łobanow jako Zając

## Animatorzy
Tatjana Pomierancewa, Marina Woskanjanc, Anatolij Abarienow, Władimir Arbiekow, Wiktor Lichaczew, Aleksandr Panow, Galina Złotowska

## Wersja polska
Zając fachowiec:
- Wersja polska: Studio Opracowań Filmów w Łodzi
- Reżyseria: Czesław Staszewski
- Dialogi: Elżbieta Marusik
- Dźwięk: Anatol Łapuchowski
- Montaż: Henryka Gniewkowska
- Kierownictwo produkcji: Edward Kupsz

Źródło: